# Толука (Іллінойс)
Толука (англ. Toluca) — місто (англ. city) в США, в окрузі Маршалл штату Іллінойс. Населення — 1340 осіб (2020).

## Географія
Толука розташована за координатами 41°0′16″ пн. ш. 89°8′2″ зх. д. / 41.00444° пн. ш. 89.13389° зх. д. (41.004431, -89.133879).  За даними Бюро перепису населення США в 2010 році місто мало площу 2,75 км², уся площа — суходіл.

## Демографія
Згідно з переписом 2010 року, у місті мешкало 1414 осіб у 572 домогосподарствах у складі 360 родин. Густота населення становила 514 особи/км².  Було 640 помешкань (233/км²).
Расовий склад населення:
| - 92,4 % — білих - 0,6 % — чорних або афроамериканців - 0,4 % — корінних американців - 0,1 % — вихідців з тихоокеанських островів - 0,1 % — азіатів - 5,0 % — осіб інших рас |

До двох чи більше рас належало 1,4 %. Частка іспаномовних становила 7,7 % від усіх жителів.
За віковим діапазоном населення розподілялося таким чином: 21,6 % — особи молодші 18 років, 56,9 % — особи у віці 18—64 років, 21,5 % — особи у віці 65 років та старші. Медіана віку мешканця становила 44,6 року. На 100 осіб жіночої статі у місті припадало 89,3 чоловіків;  на 100 жінок у віці від 18 років та старших — 90,7 чоловіків також старших 18 років.
Середній дохід на одне домашнє господарство  становив 56 794 долари США (медіана — 46 250), а середній дохід на одну сім'ю — 73 115 доларів (медіана — 55 104). Медіана доходів становила 44 250 доларів для чоловіків та 31 786 доларів для жінок. За межею бідності перебувало 6,9 % осіб, у тому числі 5,7 % дітей у віці до 18 років та 9,4 % осіб у віці 65 років та старших.
Цивільне працевлаштоване населення становило 596 осіб. Основні галузі зайнятості: виробництво — 25,5 %, освіта, охорона здоров'я та соціальна допомога — 14,9 %, роздрібна торгівля — 13,8 %.